# Jay Vincent
Jay Fletcher Vincent (nacido el 10 de junio de 1959 en Kalamazoo, Míchigan) es un exjugador profesional de baloncesto de la NBA. 
Jugó en la Universidad Estatal de Míchigan, donde fue compañero de equipo de Magic Johnson, ganando la NCAA de 1979. Fue seleccionado por Dallas Mavericks en segunda ronda en el Draft de 1981, y tuvo una productiva carrera en la NBA de 9 años. Aparte de los Mavericks, jugó en otros cinco equipos más. Se retiró en 1990 con 8.729 puntos, 3.167 rebotes y 1.124 asistencias a sus espaldas. 
Jay es hermano de Sam, también exjugador de la NBA. 